# Finn mac Blatha
Finn mac Blath, fils de Blath fils, Labraid Condelg, fils de Cairpre, fils d'Ollom Fotla de la lignée de Eber mac Ír est selon les légendes médiévales et la tradition pseudo historique irlandaise un Ard ri Erenn.

## Règne
Finn mac Blath prend le pouvoir après avoir tué l'Ard ri Erenn en place, Eochaid Apthach un descendant de Ith, dont le règne désastreux a été caractérisé par une épidémie de peste permanente. Il règne pendant 20 (F.F.E), 22 (A.F.M) ou 30 ans selon les sources jusqu'à ce qu'il soit tué par, Sétna Innarraid, le fils de Bres Rí de la lignée d'Eber Finn.
Le Lebor Gabála Érenn synchronise son règne avec celui de Darius Ier  en Perse (522–485 av. J.-C. ). La chronologie de  Geoffrey Keating Foras Feasa ar Éirinn le date de 725–705 av. J.-C. , et les Annales des quatre maîtres  de 952–930 av. J.-C. .

## Source
- (en) Cet article est partiellement ou en totalité issu de l’article de Wikipédia en anglais intitulé « Finn mac Blatha » (voir la liste des auteurs), édition du 9 avril 2012.